# Unterkulm
Unterkulm (toponimo tedesco) è un comune svizzero di 3 064 abitanti del Canton Argovia, nel distretto di Kulm del quale è il capoluogo.

## Monumenti e luoghi d'interesse

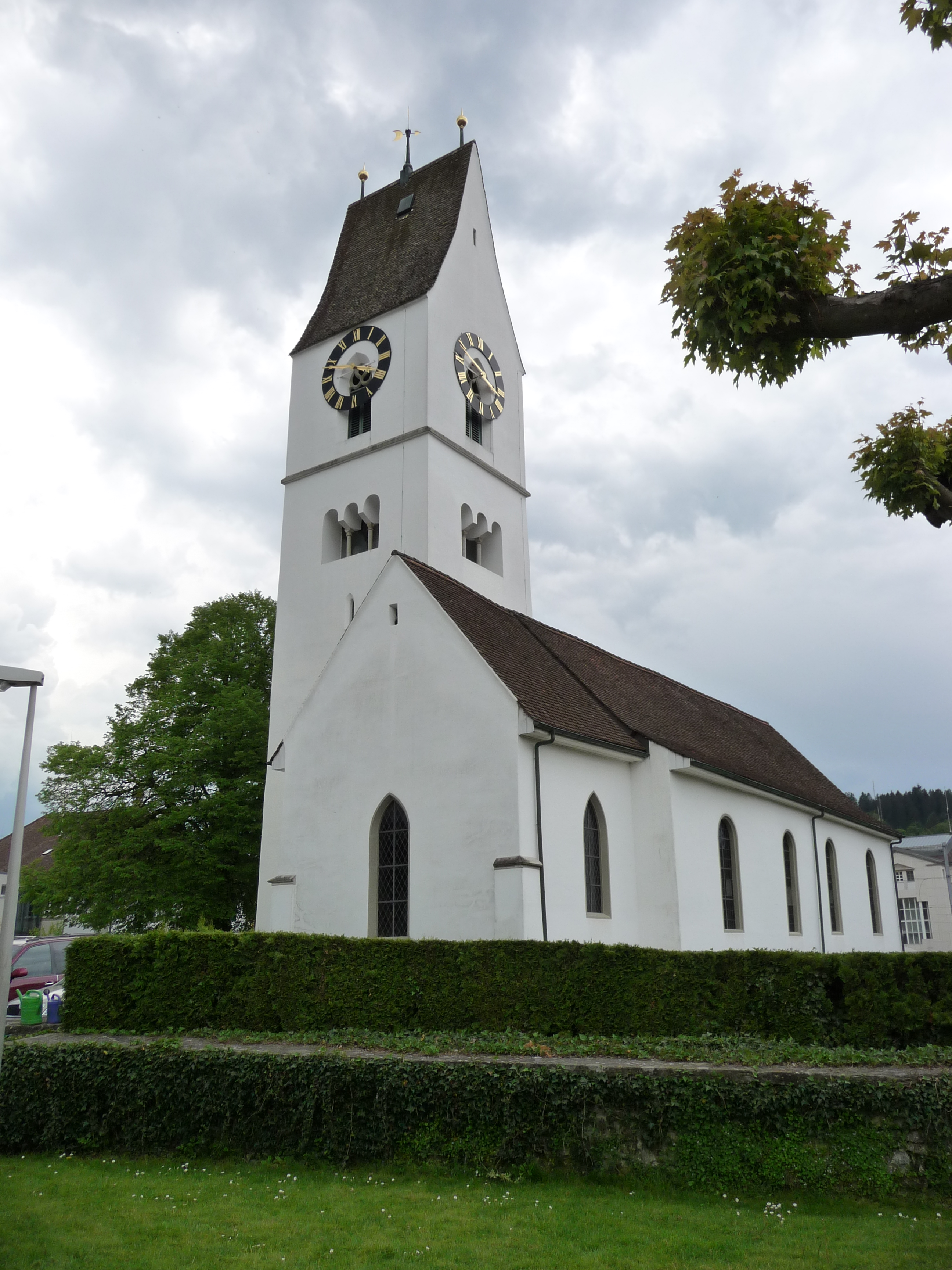
La chiesa riformata

- Chiesa riformata (già di San Martino), attestata dal 1045[1];
- Chiesa cattolica, eretta nel 1957[1].

## Società

### Evoluzione demografica
L'evoluzione demografica è riportata nella seguente tabella:
Abitanti censiti

## Amministrazione
Ogni famiglia originaria del luogo fa parte del cosiddetto comune patriziale e ha la responsabilità della manutenzione di ogni bene ricadente all'interno dei confini del comune.